# تپه دی بر
تپه دی بر مربوط به سده‌های اولیه دوران‌های تاریخی پس از اسلام است و در شهرستان بیجار، بخش مرکزی، دهستان سیاه منصور، روستای قزل بلاغ واقع شده و این اثر در تاریخ ۱۵ دی ۱۳۸۷ با شمارهٔ ثبت ۲۴۲۴۶ به‌عنوان یکی از آثار ملی ایران به ثبت رسیده است.